# Margriet des Pays-Bas
« Marguerite des Pays-Bas » redirige ici.  Pour la tante de Charles Quint, gouvernante des Pays-Bas, voir Marguerite d’Autriche (1480-1530).
La princesse Margriet Francisca des Pays-Bas (en néerlandais : prinses Margriet der Nederlanden, parfois francisée en Marguerite), princesse d’Orange-Nassau, princesse de Lippe-Biesterfeld, née le 19 janvier 1943 à Ottawa au Canada, est la troisième des quatre filles de la reine Juliana des Pays-Bas et du prince consort Bernhard de Lippe-Biesterfeld. En tant que fille de la reine Juliana et sœur cadette de l'ancienne reine Beatrix, Margriet appartient à la famille royale des Pays-Bas et occupe actuellement le huitième et dernier rang dans l’ordre de succession au trône des Pays-Bas.
Au sein de la monarchie néerlandaise, le rôle de la princesse Margriet a été souvent de représenter la reine à l’occasion d’événements officiels ou semi-officiels. Une partie de ces fonctions l’ont amenée à se rendre de nouveau au Canada, son pays de naissance, et à des événements organisés par la marine marchande néerlandaise dont elle est la marraine.

## Famille
Margriet est la troisième fille de la reine Juliana des Pays-Bas (1909-2004) et du prince consort Bernhard de Lippe-Biesterfeld (1911-2004). En tant que telle, la princesse Margriet descend de plusieurs princes allemands : les grands-ducs de Mecklembourg-Schwerin, les comtes de Lippe (par la branche cadette des Lippe-Biesterfeld) ou encore les princes de Waldeck et Pyrmont. Du côté maternel, la princesse se rattache à la maison d’Orange-Nassau ; dynastie qui règne sur les Pays-Bas depuis l’instauration du stathoudérat en 1559 jusqu’à nos jours, exception faite des périodes de la République batave et du royaume de Hollande, soumis à l’Empire napoléonien. C’est à la suite du traité de Vienne de 1815 que le prince Guillaume-Frédéric d’Orange-Nassau, quartaïeul de Margriet, devient le premier roi des Pays-Bas sous le nom de Guillaume Ier.
Le 10 janvier 1967, la princesse Margriet épouse à La Haye Pieter van Vollenhoven (1939), professeur à l’université de Leyde. Le mariage fait de son époux le premier de la famille royale des Pays-Bas à être un simple roturier, c’est-à-dire un membre sans origines nobles ni royales. D’ailleurs, malgré leur alliance, Pieter n’obtient pas de titres de la part de la monarchie ; si bien qu’il est présenté dans les événements officiels et de façon formelle en « Monsieur van Vollenhoven », ou encore en « Professeur van Vollenhoven ».
Du mariage de Pieter et de la princesse Margriet naissent 4 enfants, :
- Maurits d'Orange-Nassau, van Vollenhoven (1968), qui épouse Marie-Hélène van den Broek (1970) ; nommé par le roi Willem-Alexander, son cousin, en tant qu’adjudant en service spécial et promu au grade de capitaine-lieutenant. Le prince Maurits pourra ainsi représenter le souverain lors de cérémonies militaires.
- Bernhard d’Orange-Nassau, van Vollenhoven (1969), qui épouse Annette Sekrève (1972) ;
- Pieter-Christiaan d’Orange-Nassau, van Vollenhoven (1972), qui épouse Anita van Eijk (1969) ;
- Floris d’Orange-Nassau, van Vollenhoven (1975), qui épouse Aimée Söhngen (1977).

## Biographie

### Jeunesse

#### Naissance

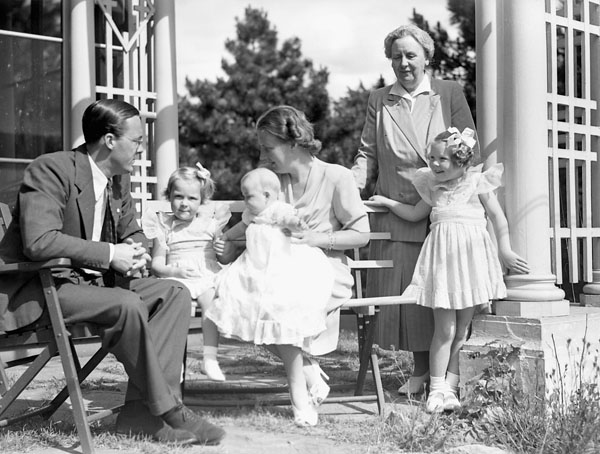
La famille royale en 1943 à Ottawa.

Margriet naît à Ottawa (Ontario) alors que la famille royale a émigré au Canada depuis juin 1940 après l’occupation des Pays-Bas par l’Allemagne nazie. La maternité de l’hôpital d’Ottawa dans laquelle est née la princesse fut temporairement déclarée extraterritoriale par le gouvernement canadien. Faire de la maternité un territoire étranger au Canada avait pour but de ne lier le nouveau-né à aucune juridiction, ce qui se traduit techniquement par l’érection d’un « territoire international ». Ainsi, la princesse tenait sa citoyenneté seulement de sa mère, l’assurant d’être uniquement néerlandaise.
L’idée que le gouvernement du Canada ait fait de la maternité un territoire néerlandais est répandue, mais il semblerait qu’elle soit fausse. En effet, depuis la Loi sur la nationalité néerlandaise, la citoyenneté s’acquiert principalement par le droit du sang. Par conséquent, il n’était pas nécessaire pour Margriet de naître sur le sol des Pays-Bas pour pouvoir devenir citoyenne. Du côté canadien, où le droit du sol était le principe d’acquisition de la nationalité, il était nécessaire de rendre temporairement extraterritoriale la maternité, sans quoi la princesse aurait acquis de facto la nationalité britannique par sa naissance sur le sol du Dominion du Canada (la nationalité canadienne ne fut créée qu'en 1946).

#### Prétentions à la nationalité britannique

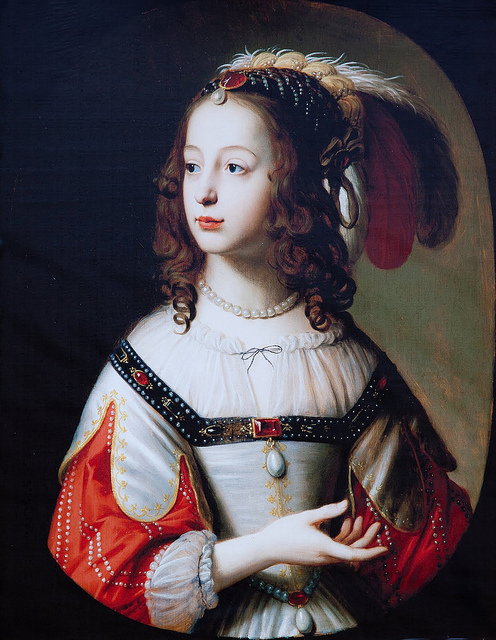
Sophie de Hanovre, ancêtre de Margriet au 10e degré.

Descendante du roi George III de Grande-Bretagne, et donc comprise dans l’ordre de succession au trône britannique, la princesse Margriet est devenue un sujet britannique à la suite d’un épisode judiciaire entrepris par le prince Ernest-Auguste de Hanovre qui obligea le Royaume-Uni en 1957 à reconnaître toutes les personnes apparaissant dans l’ordre de succession comme sujet du roi. Alors que cela rendait inutiles les précédents efforts pour éviter une double nationalité de la princesse, Margriet n’a jamais acquis la bi-nationalité. 
En réalité, Margriet pouvait prétendre acquérir la nationalité britannique en tant que descendante de l’électrice Sophie de Hanovre. En effet, l’« Acte de naturalisation de la princesse Sophie et de sa descendance » de 1705 faisait de tous les descendants de l’électrice de possibles candidats à la nationalité anglaise. Bien que l’acte ait été abrogé en 1948 et ne soit plus en vigueur au Royaume-Uni, l’acquisition de la citoyenneté britannique par Margriet est possible du fait de l’antériorité de sa naissance.

#### Prénom et baptême
La princesse tient son premier prénom de la marguerite, fleur qui était portée en symbole de résistance sous l’Allemagne nazie,. Elle est baptisée en l’église presbytérienne St-Andrew, à Ottawa, le 29 juin 1943. Ses parrains et marraines sont le président américain Franklin D. Roosevelt, la reine Marie du Royaume-Uni, Martha, princesse héritière de Norvège, Martine Roell (qui était la demoiselle de compagnie de la princesse Juliana au Canada) et la flotte marchande néerlandaise.

### Après guerre

#### Le « retour » au pays
Ce n’est qu’en août 1945, alors que les Pays-Bas sont libérés avec la Belgique par les Alliés, que la princesse Margriet pose pour la première fois les pieds sur le sol néerlandais. Dès lors, ses parents les princes héritiers retournent vivre au palais de Soestdijk, à Baarn, où ils résideront avec leur famille après guerre.
Après des études primaires et secondaires dans la ville de Baarn, Margriet entreprend des études supérieures à l’université de Montpellier, où elle étudie la littérature française, puis elle intègre la faculté de droit de l’université de Leyde (Pays-Bas).
En 1951, un canal de la province de Frise, dont les travaux avaient été entrepris dans les années 1930, est inauguré en son honneur : le canal Princesse-Margriet.

#### Mariage

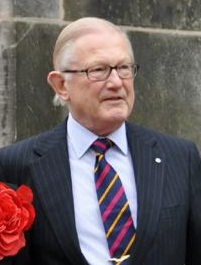
L’époux de Margriet, Pieter van Vollenhoven, en 2011.

Durant ses études à Leyde, Margriet rencontre l’étudiant Pieter van Vollenhoven, qui deviendra son époux et enseignera le droit dans la même université. Alors que leur relation est annoncée en mars 1965, le mariage religieux a lieu le 10 janvier 1967 en l’église Saint-Jacques de La Haye. Le mariage civil est célébré quelques heures plus tard dans la même ville par Hamt Kolfschoten, maire de La Haye.

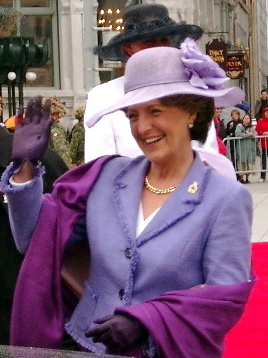
La princesse Margriet à
Ottawa pour le Festival canadien des tulipes en mai 2002.

De cette union, quatre garçons naissent : Maurits, Bernhard, Pieter-Christiaan et Floris. Tous titrés princes d’Orange-Nassau, ils portent néanmoins le nom de leur père. À la suite du mariage du prince Maurits et de la princesse Marie-Hélène des Pays-Bas, il a été annoncé que les enfants du couple porteraient le nom de « de Lippe-Biesterfeld, van Vollenhoven », en hommage à leur arrière-grand-père, le prince Bernhard de Lippe-Biesterfeld. Cependant, les enfants des autres frères ne portent que le nom de « van Vollenhoven ».

#### Activités
Le couple, après son mariage, prend résidence en l’aile droite du palais Het Loo à Apeldoorn. La famille déménage en 1978 dans sa maison actuelle, à Het Loo, construite sur le site du château.
Le mariage du prince Charles-Hugues de Bourbon-Parme et de sa sœur Irène en 1964, cette dernière n’étant plus reconnue dynaste aux yeux de la monarchie des Orange du fait de sa conversion au catholicisme, met la princesse Margriet au second rang après sa sœur Beatrix dans l’ordre de succession.
Impliquée dans des associations internationales, comme la Croix-Rouge dont elle est vice-présidente aux Pays-Bas, la princesse joue aussi un rôle représentatif au sein de la monarchie au travers de cérémonies officielles (le Koninginnedag, l’ouverture des États généraux, etc.) et à l’étranger.
La princesse est présidente d'honneur de SOS Villages d'Enfants - Pays-Bas.

## Titres et honneurs

### Titulature
- 19 janvier 1943 — 10 janvier 1967 : Son Altesse Royale la princesse Margriet des Pays-Bas, princesse d’Orange-Nassau, princesse de Lippe-Biesterfeld
- depuis le 10 janvier 1967 : Son Altesse Royale la princesse Margriet des Pays-Bas, princesse d’Orange-Nassau, princesse de Lippe-Biesterfeld, Madame van Vollenhoven

### Honneurs

#### Honneurs nationaux

Étendard de la princesse Margriet des Pays-Bas.

| Grand-croix de l’ordre du Lion néerlandais   | Grand-croix de l’ordre du Lion néerlandais   |
| Grand-croix de l’ordre de la Maison d’Orange | Grand-croix de l’ordre de la Maison d’Orange |

#### Honneurs étrangers
Sauf mention contraire, les informations sur les décorations étrangères de la princesse proviennent du site Alles op een rij.
- Allemagne : grand-croix (première classe) de l’ordre du Mérite de la République fédérale d’Allemagne
- Belgique : grand-croix de l’ordre de la Couronne
- Cameroun : grand-cordon de l’ordre du Mérite camerounais
- Côte-d’Ivoire : grand-croix de l’ordre National
- Espagne : grand-croix de l’ordre d’Isabelle la Catholique
- Finlande : grand-croix de l’ordre de la Rose blanche
- France : grand-croix de l’ordre national du Mérite
- Italie : grand-croix de l’ordre du Mérite de la République italienne
- Japon : grand-cordon de l’ordre de la Couronne précieuse
- Jordanie : grand-cordon de l’ordre suprême de la Renaissance
- Luxembourg : 
  - grand-croix de l’ordre d’Adolphe de Nassau
  - grand-croix de l’ordre de la Couronne de chêne
- Mexique : grand-croix de l’ordre de l’Aigle aztèque
- Norvège : grand-croix de l’ordre de Saint-Olaf
- Portugal : grand-croix de l’ordre du Christ
- Roumanie : grand-croix de l’ordre du 23 août
- Sénégal : grand-croix de l’ordre national du Lion
- Suède : commandeur grand-croix de l’ordre de l’Étoile polaire
- Suriname : grand-cordon de l’ordre d’honneur de l’Étoile jaune
- Vénézuéla : grand-croix de l’ordre du Libérateur

### Sources
- (en) Cet article est partiellement ou en totalité issu de l’article de Wikipédia en anglais intitulé « Princess Margriet of the Netherlands » (voir la liste des auteurs).

- (nl) Cet article est partiellement ou en totalité issu de l’article de Wikipédia en néerlandais intitulé « Margriet der Nederlanden » (voir la liste des auteurs).